# Republic (paquebot de 1872)
Vous lisez un « article de qualité » labellisé en 2014.
Pour les articles homonymes, voir Republic.
Le Republic est un paquebot transatlantique britannique de la White Star Line mis en service en 1872. Il est le dernier des quatre navires formant à l'origine la classe Oceanic, avant qu'elle ne soit complétée par deux nouveaux paquebots. Après une traversée inaugurale agitée vers New York, le navire est choisi pour inaugurer le service de la compagnie balbutiante sur la ligne de l'Atlantique Sud. Il est destiné à être le plus luxueux navire sur cette route, mais l'entreprise se révèle d'une rentabilité douteuse et est vite abandonnée par la White Star. Le Republic reprend ensuite son service à destination de l'Amérique du Nord.
Avec l'arrivée, en 1874 et 1875, de deux paquebots plus modernes, le Britannic et le Germanic, le Republic devient le navire de réserve de la compagnie. Il poursuit sa carrière en occupant cette fonction pendant une quinzaine d'années, ponctuées par de nombreux incidents et collisions. En 1888, une refonte vise à le moderniser. Cependant, l'arrivée, l'année suivante, du Teutonic, et celle annoncée du Majestic le rendent inutile pour la White Star Line.
Le paquebot est ainsi revendu en 1889 à la Holland America Line, et renommé Maasdam. Sous son nouveau pavillon, le navire connaît douze années de carrière honorable. En 1902, il est vendu à la compagnie italienne La Veloce qui le renomme Vittoria, puis aussitôt Città di Napoli. Sous ce nouveau nom, il sert pendant plusieurs années à transporter des migrants italiens en Amérique. Retiré en 1908, la compagnie le prête pour abriter les victimes du séisme de 1908 à Messine. Il est finalement démoli en 1910.

## Histoire

### Débuts pour la White Star Line

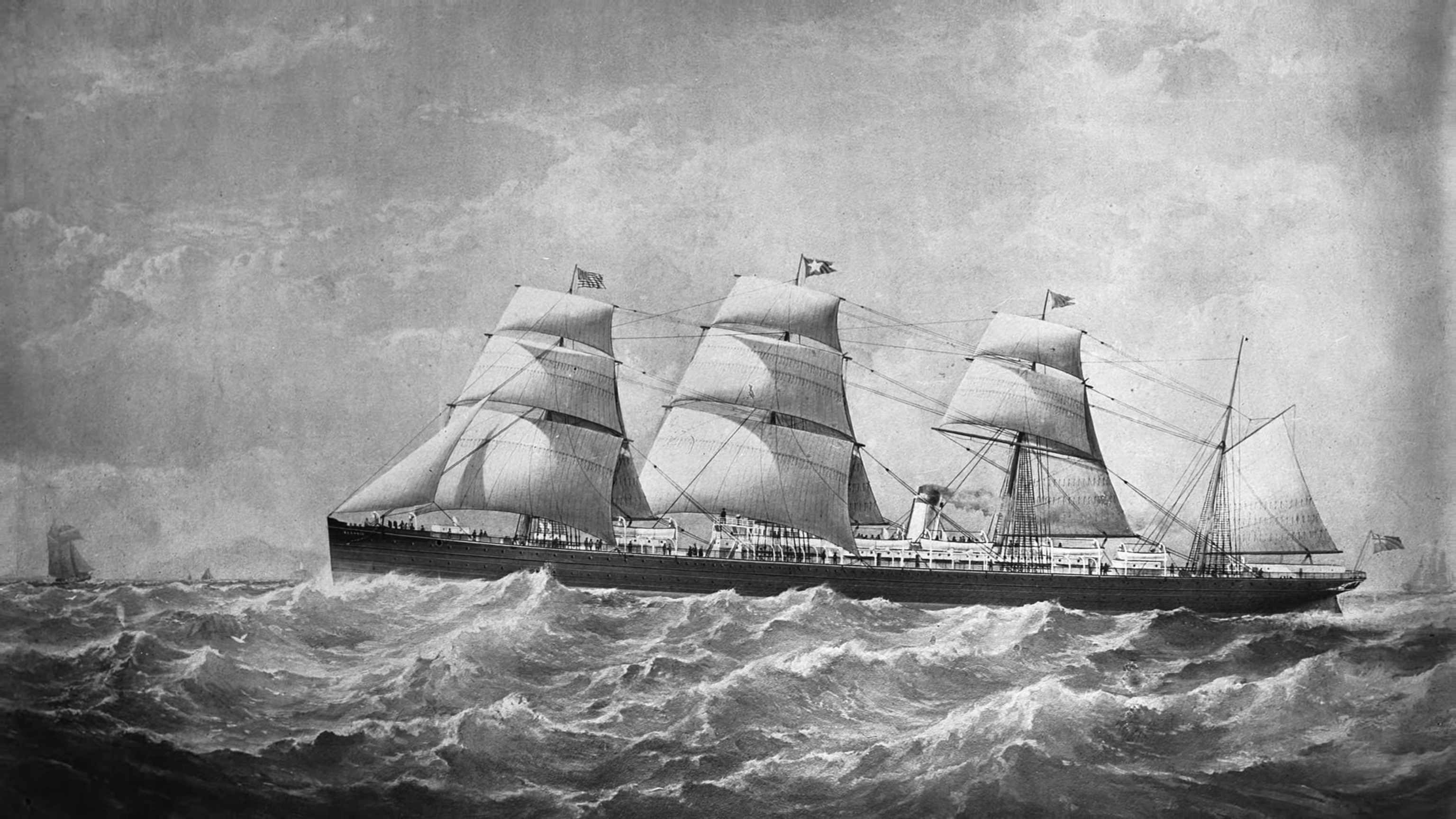
Le Republic devait être rejoint par l'Atlantic dans une tentative avortée de la White Star Line pour s'imposer sur l'Atlantique Sud.

Lorsqu'il rachète la White Star Line fin 1867, Thomas Henry Ismay conclut un accord avec l'homme d'affaires Gustav Schwabe, qui l'a aidé dans son acquisition. Il promet en effet de faire construire ses futurs paquebots dans les chantiers Harland & Wolff, de Belfast, récemment fondés par Gustav Wilhelm Wolff, neveu de son nouvel associé. Accord est ainsi passé pour la construction de quatre, puis six grands navires à vapeur, destinés à former la classe Oceanic. Le Republic est le quatrième à être mis en construction. Le paquebot est lancé le 4 juillet 1871, et son nom lui est donné en référence à cette date, qui est celle du Jour de l'Indépendance aux États-Unis.
La traversée inaugurale du paquebot débute le 1er février 1872, entre Liverpool et New York via Queenstown. Ce voyage se révèle particulièrement troublé : le paquebot subit une forte mer qui l'endommage. Ainsi, des trombes d'eau inondent sa salle des machines et éteignent les chaudières en passant par les ventilateurs installés sur les ponts. Les dégâts ne s'arrêtent pas là : l'eau brise également un canot de sauvetage trop solidement arrimé, blessant gravement un marin. L'incident pousse la compagnie à changer sa politique en matière de disposition des embarcations. Il est en effet découvert que celles qui étaient le plus libres de leurs mouvements n'avaient subi que peu de dégâts.
À la fin de l'année 1872, les six navires de classe Oceanic sont en service. Or, la White Star Line n'a besoin que de cinq d'entre eux pour assurer son service hebdomadaire. Ismay décide donc de tenter de concurrencer la Pacific Steam Navigation Company sur la ligne de l'Atlantique Sud et du Pacifique, à destination du Chili. C'est ainsi que le Republic est choisi pour accompagner sur cette route deux paquebots-mixtes plus modestes, l'Asiatic et le Tropic et deux autres navires tout récemment acquis, le Gaelic et le Belgic. Le Republic est destiné à être, de loin, le navire le plus luxueux sur cette ligne. Une traversée est également prévue, en janvier 1873, pour son jumeau, l'Atlantic.
Face à cette offensive, la Pacific Steam Navigation Company tente de répondre par l'introduction d'un tout nouveau navire capable de concurrencer le Republic, le Tacora. Pour leur première traversée sur la ligne, les deux navires se lancent dans une course entre Liverpool et Callao en octobre 1872. La traversée du Tacora s'arrête prématurément lorsqu'il s'échoue à la fin du mois près de Montevideo, tandis que le paquebot de la White Star Line poursuit ses escales en Amérique du Sud. Malgré un grand succès lors de ce voyage, le Republic est ensuite replacé sur la route de New York, tandis que le voyage de l'Atlantic vers le sud est annulé. Alors que le Republic poursuit son service sur l'Atlantique Nord, la percée de la compagnie sur la route du Chili connaît une fin rapide, l'entreprise se révélant trop coûteuse.

### Un navire de réserve à la carrière chargée

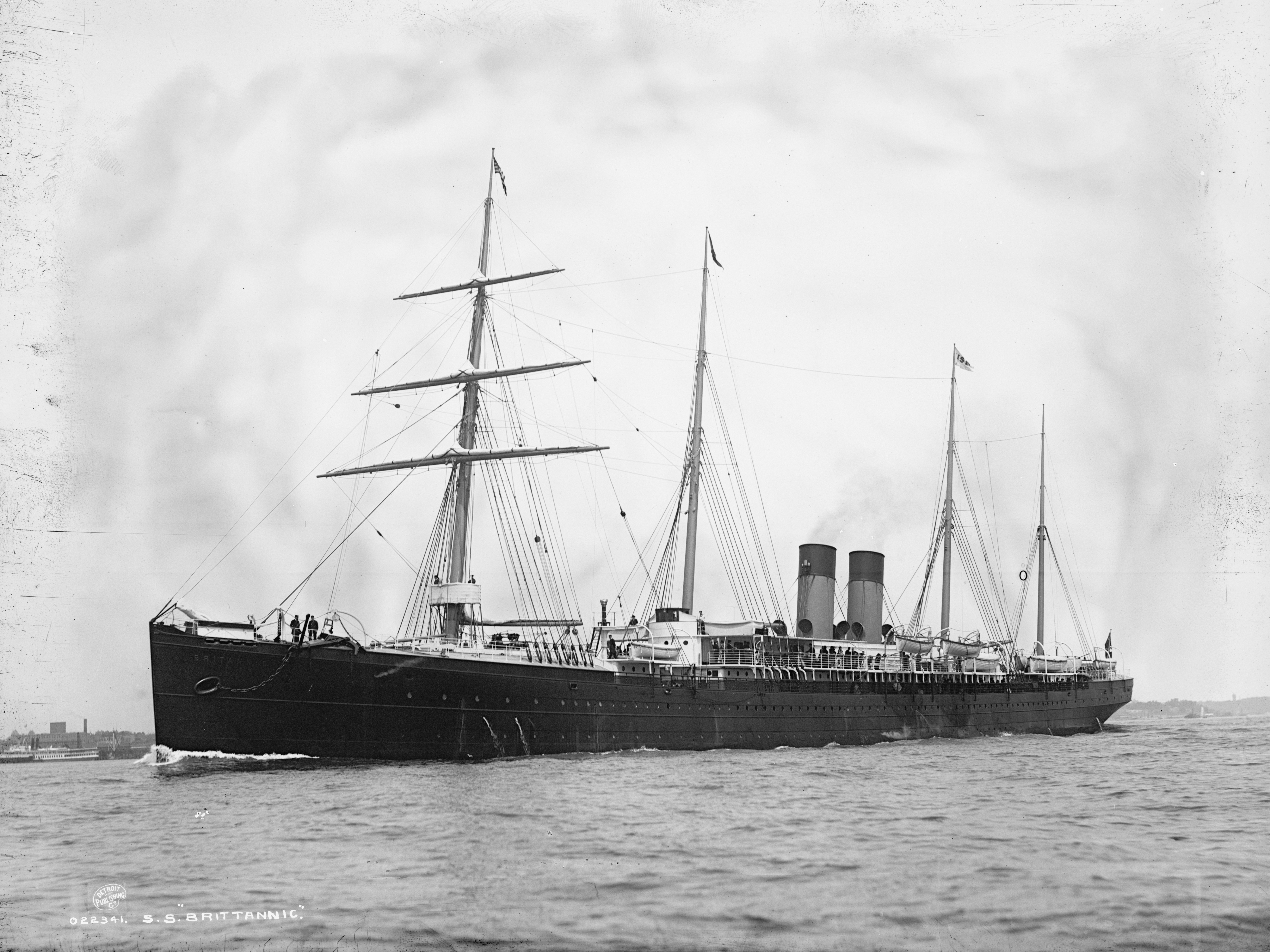
Les mises en service du Britannic et de son jumeau font du Republic un navire de réserve pour le reste de sa carrière au sein de la White Star Line.

En 1874 puis 1875, la White Star Line prend livraison de deux nouveaux paquebots nettement plus modernes que ceux de classe Oceanic, le Britannic et le Germanic. Le Republic est donc inutile pour un service régulier sur l'Atlantique Nord. Il devient alors navire de réserve pour la compagnie. Malgré cela, le Republic est très souvent utilisé durant les années qui suivent, chaque fois que l'un des navires assurant le service de l'Atlantique Nord doit subir des réparations ou opérations de maintenance routinières. Cette partie de sa carrière est troublée par plusieurs incidents.
En février 1879, il est ainsi heurté sur la Mersey par le schooner Ocean Queen qui en sort fortement endommagé. Quelques mois plus tard, en décembre, le Republic affronte une mer très agitée lors d'une traversée de l'Atlantique. Sa cheminée est endommagée par une lame, et doit être réparée tant bien que mal par l'équipage. Un an plus tard, en décembre 1880, le Republic connaît en pleine mer une avarie de machine. Un vapeur allemand, le Mosel, s'arrête pour le remorquer, mais l'entreprise est interrompue, le navire n'ayant pas assez de charbon pour développer une puissance suffisante. Le Republic parvient cependant à atteindre New York par ses propres moyens quelques jours plus tard.
En 1885, la White Star Line rend service à la compagnie Inman Line, alors en grandes difficultés, en lui prêtant l'un des jumeaux du Republic, le Baltic. Lorsque celui-ci doit être provisoirement retiré, le Republic le remplace pour cet affrètement. C'est dans ces conditions, le 20 septembre 1885, que le paquebot heurte l'Aurania, de la Cunard en quittant le port de New York, à la suite d'une erreur du pilote côtier. Ayant manqué de chavirer, le Republic est suffisamment endommagé pour que cela entraîne l'annulation de la traversée, et sa mise en cale sèche.
En 1888, le Republic subit une refonte pour être maintenu au goût du jour. Une deuxième classe y est notamment ajoutée. En janvier 1889, le paquebot débute sa dernière traversée pour la White Star, sous le commandement d'Edward Smith, futur capitaine du Titanic. Celle-ci est doublement troublée le 27 janvier, lorsque le paquebot s'échoue tout d'abord durant quelques heures, avant son arrivée à New York. Les soucis se poursuivent lorsqu'un incident près d'une des chaudières tue trois soutiers et en blesse grièvement plusieurs autres. Malgré cela, les réparations permettent au navire d'effectuer dans les temps sa dernière traversée vers l'Angleterre sous les couleurs de la White Star Line.

### Changements de pavillon et fin de carrière

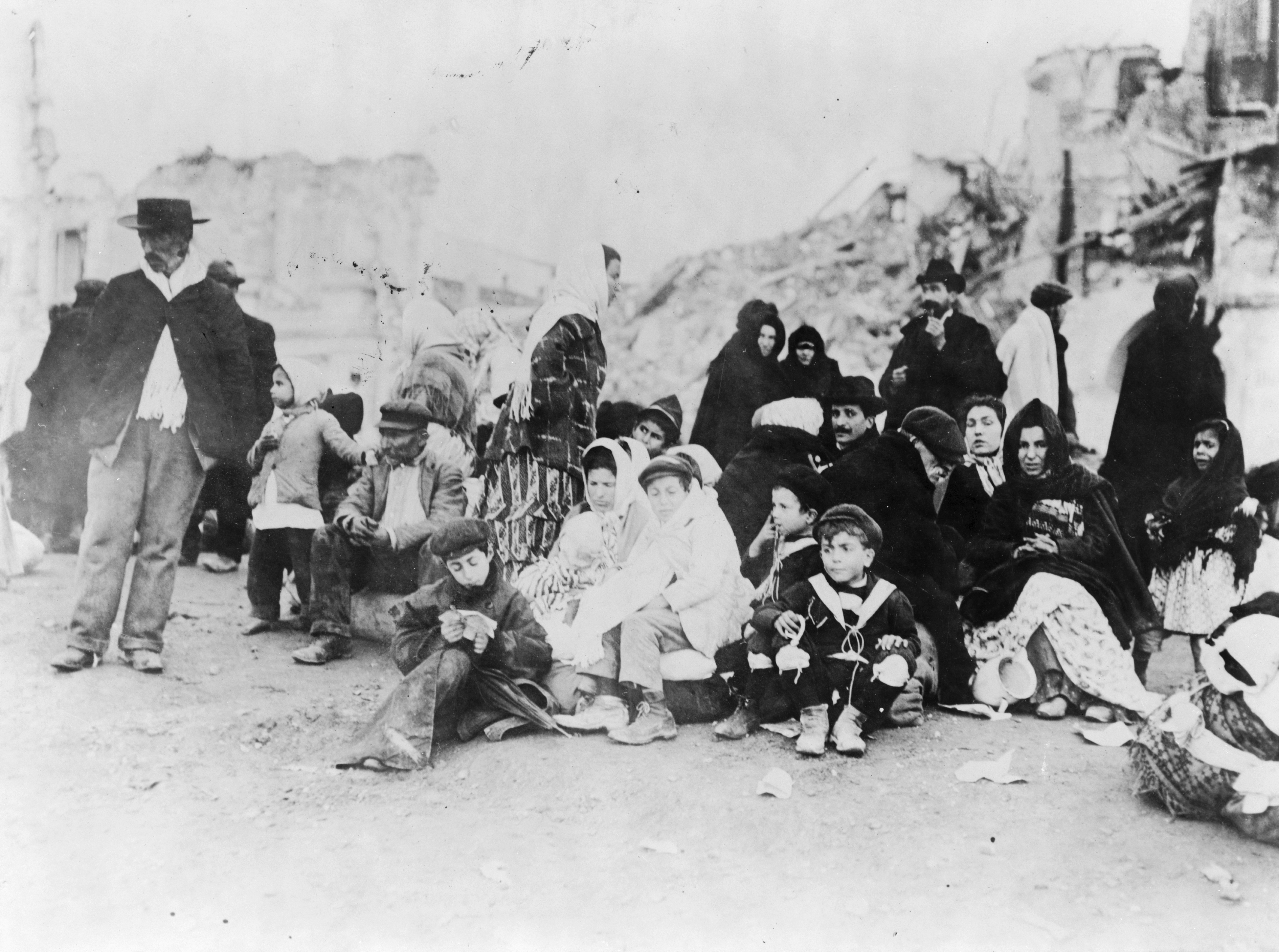
Fin 1908, le Città di Napoli est utilisé pour héberger les victimes du séisme de 1908 à Messine.

L'arrivée en 1889 du Teutonic et celle, annoncée pour l'année suivante, du Majestic rendent le Republic inutile. Il est donc mis en vente et acheté en juin par la Holland America Line qui débourse 35 000 livres pour l'acquérir. Il connait ainsi le même sort que son sister-ship, le Baltic, acheté l'année précédente par la compagnie néerlandaise. Renommé Maasdam, il est aussitôt envoyé chez G. Forrester & Co. à Liverpool pour une refonte de ses machines (qui deviennent des machines à triple expansion, plus économiques et efficaces) et une réorganisation de ses installations. Une fois terminé, le Maasdam peut transporter 150 passagers en première classe, 60 en seconde et 800 en troisième. À partir du 15 mars 1890, il sert sa nouvelle compagnie entre Rotterdam et New York, et connaît une carrière sans histoire, apportant satisfaction à ses propriétaires. En 1902, une escale à Boulogne-sur-Mer est ajoutée à son parcours, escale qu'il ne dessert que durant un court laps de temps.
La même année, il est vendu à la compagnie italienne La Veloce, qui le renomme d'abord Vittoria, avant de changer pour Città di Napoli. La compagnie espère cette fois-ci le consacrer au transport des migrants entre Gênes, Naples, Palerme, Gibraltar et New York, et lui fait subir une refonte afin de lui permettre de transporter 1 424 passagers de troisième classe. Il débute cette nouvelle carrière le 30 septembre 1902.
Il effectue dans les années qui suivent une trentaine de rotations pour ce service, avant d'être retiré le 27 avril 1907. En décembre 1908, lorsqu'un séisme de grande ampleur touche Messine, La Veloce prête le Città di Napoli, ainsi que le Nord America et le Savoia, au gouvernement italien qui s'en sert pour fournir un asile aux victimes. Le paquebot retrouve ses propriétaires l'année suivante, avant d'être démoli à Gênes en 1910. Avec une durée de vie de 38 ans, le navire est ainsi le dernier paquebot de classe Oceanic à disparaître.

## Caractéristiques

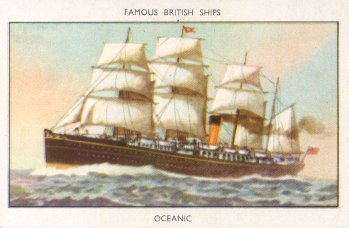
La silhouette du Republic est similaire à celle de son sister-ship, l'Oceanic.

Le Republic affiche des caractéristiques similaires pour l'essentiel à celles de l'Oceanic, premier navire de la série. Il mesure 128,1 mètres sur 12,4, pour 3 707 tonneaux de jauge brute. Pouvant être propulsé à la voile, il arbore quatre mâts, ainsi qu'une cheminée aux couleurs de la White Star Line (ocre brun à manchette noire). Ses machines viennent de G. Forrester & Co. à Liverpool ; il s'agit de machines alternatives associées (compound) à deux cylindres qui actionnent une hélice, similaires à celles fabriquées dans les mêmes ateliers pour l'Atlantic. Bien qu'il puisse en théorie atteindre une vitesse de 14,5 nœuds, comme ses jumeaux, il ne parvient jamais à égaler leurs performances. Lorsqu'il prend le nom de Maasdam, le navire subit une refonte de son appareil de propulsion, et est équipé de machines alternatives à triple expansion plus économiques.
Comme l'Oceanic et ses jumeaux, le Republic peut transporter 1 000 passagers d'entrepont, et 166 en première classe. Les installations du premier navire de la série ont révolutionné le monde naval, lui valant le surnom de « yacht impérial », les installations pour les passagers fortunés se situant, chose nouvelle, au centre du paquebot, plus stable. Ces passagers de classe salon disposent de baignoires, mais aussi d'une salle à manger où, autre innovation, les bancs sont remplacés par des chaises. On ne dispose pas d'informations précises sur les installations du Republic, assez similaires, si ce n'est qu'elles comportent plusieurs améliorations dont le détail n'est pas connu. Un témoignage de passager datant de 1874 raconte cependant : « Le Republic est un palace flottant, avec le style et le confort d'un hôtel suisse. [...] Nous disposons d'un salon au cœur du navire, accueillant avec de l'or et doux avec des tentures, dans lequel les jeunes femmes peuvent séduire et les plus âgées peuvent consulter des livres et des imprimés. [...] Nous avons un bon piano et une vraie bibliothèque pleine de livres, un fumoir, un barbier et un boudoir. »
Lorsqu'il devient le Maasdam, le paquebot est rééquipé pour accueillir 150 passagers de première classe, 60 de deuxième, et 800 de troisième. Enfin, lorsque les compagnies italiennes l'affectent au transport des migrants, il est refondu à nouveau pour accueillir 1 424 passagers de troisième classe uniquement.